# ゴールデン・シャドウ
ミュージカル・プレイ『ゴールデン・シャドウ』は宝塚歌劇団雪組の作品。24景。併演は『伊豆の頼朝』。1965年9月2日 - 9月30日に宝塚大劇場で公演があった。

## ストーリー
人気歌手のアントニオはある日、事故を起こし、重症を追う。マネージャーは咄嗟に怪我をしたのは弟のマリオだと発表。マリオはアントニオになってショーに出演、大成功を収め、女優のキャサリンとの婚約まで発表される。内重のぼるはアントニオとマリオの二役を演じる。

## スタッフ
- 作・演出：鴨川清作
- 音楽：入江薫、中井光晴、吉崎憲治、南安雄
- 音楽指導：溝口尭
- 歌唱指導：水島早苗
- 振付：岡正躬、佐々木和夫、県洋二、朱里みさを、アキコ・カンダ
- 装置：黒田利邦
- 衣装・装置：静間潮太郎
- 照明：今井直次
- 小道具：生島道正
- 効果：村上茂
- 録音：松永浩志
- 演出助手：酒井澄夫、高木祥二

## 主な配役
- アントニオ、マリオ：内重のぼる
- キャサリン：加茂さくら
- フランク：大路三千緒
- アリス：八汐路まり
- エティ：松乃美登里
- トニー：汀夏子
- ピエロ：南原美佐保